# Sergej Machovikov
Sergej Machovikov (Leningrado, 22 ottobre 1963) è un attore e regista sovietico, dal 1991 russo.

## Filmografia parziale

### Regista
- Slepoj (2004)
- Tichaja zastava (2011)